# 1048 Feodosia
1048 Feodosia este un asteroid din centura principală, descoperit pe 29 noiembrie 1924, de Karl Reinmuth.